# Iván Bolado
Pour les articles homonymes, voir Bolado.
Iván Bolado est un footballeur espagnol et équatoguinéen, né le 3 juillet 1989 à Santander en Espagne. Il évolue actuellement au FC Pune City au poste d'attaquant.

## Palmarès
- Espagne
  - 2009 : Vainqueur des Jeux méditerranéens